# Болград
Болгра́д (укр. Болград, болг. Болград, рум. и гаг. Bolgrad) — город в Одесской области Украины, административный центр Болградского района и Болградской городской общины. Находится в 5 километрах от границы с Молдавией.
Расстояние до Одессы по железной дороге — 270 км, по автодороге M-15 — 238 км.

## История
Ещё в IV—III тысячелетии до н. э. в районе Болграда жили земледельцы эпохи меди (гумельницкая культура). Предполагается, что носители этой культуры в дальнейшем расселились к западу от Прута и к югу от Дуная. Известны здесь и поселения эпохи бронзы, поселения первых веков нашей эры. В VIII-X веках близ Болграда существовало селище Балкано-дунайской культуры. В те годы регион входил в состав Первого Болгарского царства. Какое-то время эти края входили в сферу влияния Киевской Руси. В XIII веке местность захватили монголо-татары.
С XIV века на эти земли распространилось влияние молдавских князей и они фактически стали территорией Молдавии.
В начале XVI века эта территория перешла под влияние Османской империи. Местное население в основном составляли православные, но началось переселение кочевых племён из Малой Азии, а также цыган. На протяжении более двух веков на этих землях постоянно происходили войны. На них заявляли права Венгрия, Польша и Турция.
По окончании Русско-турецкой войны (1806—1812), согласно подписанному в мае 1812 года Бухарестскому мирному договору, к России отошли земли восточной Молдавии между Прутом и Днестром, получившие название Бессарабия. Вскоре началось интенсивное заселение края.
С 1820-х годов в город начали прибывать задунайские болгары, бежавшие от турецкого гнёта. По предложению главного попечителя об иностранных поселенцах Южного края России генерала И. Н. Инзова было решено заложить на берегу озера Ялпуг новый город.
В 1821 году болгарской колонии был присвоен статус города. Бессарабские болгары всегда почитали генерала Инзова, как благодетеля и основателя их столицы. Болград сделался не только административным, но и культурным центром болгарских колоний в Бессарабии. 29 октября 1838 года, после пятилетнего строительства, был освящён трёхпрестольный храм «Свето Преображение Господне» — и этот день отныне стал чествоваться как День бессарабских болгар.

### В составе Молдавского княжества
В начале Крымской войны, в 1853 году, бессарабские болгары (освобождённые от рекрутчины) сформировали Болградский добровольческий полк, под командованием П. Громадова. После Парижского договора 1856 года, которым завершилась Крымская война, Россия уступила Молдавии часть Южной Бессарабии (округа городов Кагул, Измаил, Болград). После этих территориальных потерь, Россия не имела доступа к стратегически важному устью Дуная. А 40 болгарских и 83 гагаузские колонии подпали под власть Молдавского княжества, пребывавшего турецким вассалом. Русским пограничным пунктом стало расположенное невдалеке от Болграда село Кубей. В 1858 году в Кубее скрывался от турецкой и австрийской полиции болгарский национальный революционер Георгий Раковский. Здесь он написал стихи «Задержка в Кубейском карантине» и «Раздумья о прошлом Болгарии». 28 июня 1858 года, при содействии молдавских властей, болгарин Александр Друганов, торжественно открыл Болградскую гимназию «Свв. Кирилл и Мефодий» — Народное центральное училище в Болграде, которое сыграло важную роль в Болгарском возрождении. Гимназия подготовила первых политических и культурных деятелей Болгарии после её Освобождения и восстановления Болгарской державности в 1878 году.

### В составе Румынии
В результате объединения княжеств Молдавии и Валахии в 1859 г., Южная Бессарабия вошла в состав нового государства Румынии. В конце 1860 года возник конфликт между болгарами Болграда и румынской администрацией, распространившей на болгар рекрутскую повинность. Недовольные болгары избрали депутацию и направили её в Болград для переговоров с управителем колониями. Они требовали сохранения за болгарами тех прав и привилегий, которые они имели в составе России. Здание Болградской гимназии, где собрались около 500 депутатов, окружили румынские войска. 8 ноября грянули выстрелы, было убито 10 болгар, около 200 получили ранения. Кровавая расправа над жителями сопровождалась мародёрством и другими насилиями. Эти события повлекли за собой волну переселения на русскую территорию, из самого Болграда выселилось около 900 человек. В частности, 1861 году группа беженцев из Болграда основала в 6 км от города, но на русской территории, село Болгарийку.
В 1870 годах Болград посетил Любен Каравелов. В 1871 году здесь жил болгарский поэт-революционер Христо Ботев. В 1872 году он организовал в Болградской гимназии патриотический кружок. У 1876 году в Болграде была основана газета «Български глас». Когда в 1877 году началась война с Турцией, многие жители Болграда добровольно вступили в Болгарское ополчение. Свыше 150 болградцев погибли на поле брани за Освобождение своей прародины.

### В составе Российской империи

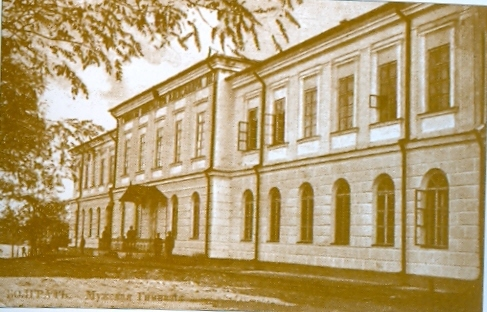
Болградская гимназия, начало XX века

По решению Берлинского конгресса, Румыния была вынуждена 9 октября 1878 г. вернуть Буджак, или Южную Бессарабию (вместе с Болградом) Российской империи. Тогда же окрестности Болграда получили неофициальное имя «Новой Болгарии».
В 1890 году Болград являлся безуездным городом Измаильского уезда Бессарабской губернии и центром хлебной торговли, численность жителей составляла свыше 10 тыс. человек, здесь действовали мужская гимназия, женская прогимназия, городское училище, приходское училище, несколько хлебных магазинов, салотопенные, мыловаренные и кирпичные заводы, а также православный собор.
В 1897 году в городе проживали 12 300 человек, родным языком указывали: болгарский — 8478, русский (великорусский) — 1391, еврейский — 1199, молдавский — 612, украинский (малорусский) — 306, гагаузский (турецкий) — 117.
Когда вспыхнула Первая Балканская война 5 жителей Болграда вступили добровольцами в Македоно-одринское ополчение.
12 мая 1913 года в Болграде началось издание местной газеты «Новая газета».
Входил в состав Румынии с 1856 по 1878 и с 1918 по 1940 год. Во «2-й румынский период» проводилась политика насильственной румынизации. В Болграде были закрыты болгарские начальные школы, а учителя А. Константинов, К. Агур, И. Мальчев, В. Пугачов и нек. др. были арестованы. Также началось строительство стратегического шоссе Болград—Измаил.

### В составе Украинской ССР
Летом 1940 года Болград в составе Бессарабии вошёл в состав CССР и стал городом Аккерманской области.
На третий день после входа в город советских войск было арестовано 700 человек — практически, вся городская интеллигенция. Среди них — председатель общества Бессарабских переселенцев — священник Василий Агура. Безо всякого суда их загрузили в товарные вагоны и отправили в лагеря, в основном, в Воркуту. Из этих 700 человек живыми в 1954 году, обратно вернулось четверо.

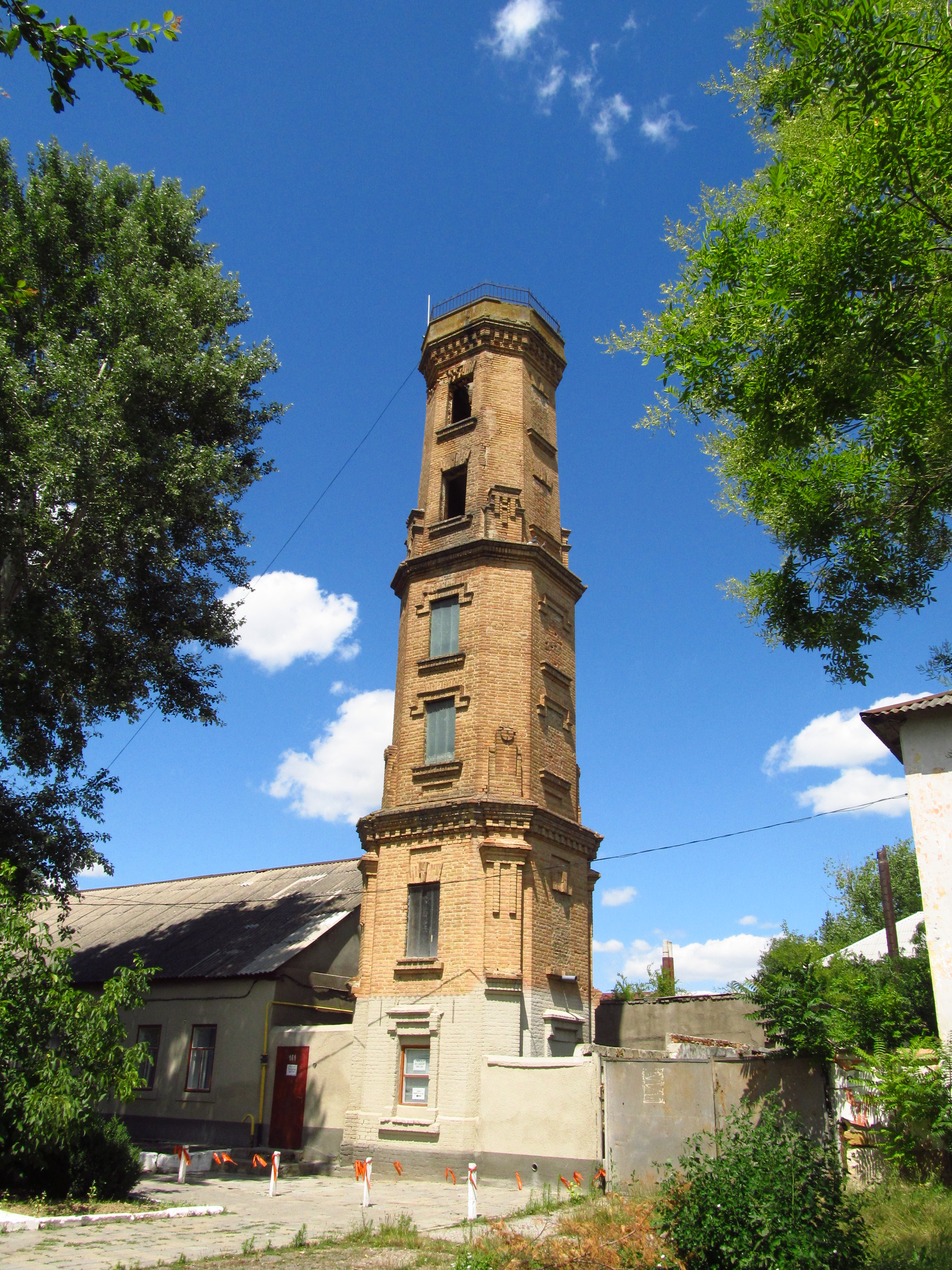
Пожарная каланча

В ходе Великой Отечественной войны с 1941 по 1944 год город был оккупирован немецкими и румынскими войсками.
После войны в городе началось быстрое развитие промышленности. В 1950 году здесь действовали кожевенный завод, швейная фабрика, а также несколько мельниц, винодельческих и других предприятий.
В 1959 году население города составляло 14 053 человек, здесь действовали хлебозавод, винодельческий завод, сыродельный завод и швейная фабрика.
В 1963 году в Болграде была основана районная газета Дружба. 14 марта 1963 года был издан первый приказ по газете Дружба. Его подписал редактор, приступивший к работе, Дмитрий Николаевич Тюрменко. Он же дал и название газете. А уже 15 марта был набран штат. Дмитрий Тюрменко возглавлял газету 32 года В период УССР тираж районки достигал 16 тысяч экземпляров. Газета существует до сих пор, и является единственным периодическим изданием города Болград и Болградского района.
С 1969 года в городе дислоцировались воинские части и подразделения 98-й гвардейской воздушно-десантной дивизии.
В 1970 году крупнейшими предприятиями являлись авторемонтный завод, кирпичный завод, маслосыродельный завод, винодельческий завод и швейная фабрика.
В 1989 году население города составляло 18 093 человек, здесь действовали ремонтно-механический завод, швейная фабрика, несколько предприятий пищевкусовой промышленности и историко-краеведческий музей.

### В составе Украины

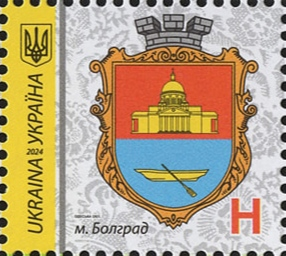
Стандартная марка с символикой города в серии «Гербы городов, поселков и сел Украины», Почта Украины, 2024 год.

После провозглашения независимости Украины 98-я гв. воздушно-десантная дивизия была выведена в Россию, на её базе в 1993 году была создана 1-я аэромобильная дивизия вооружённых сил Украины. В 2002 году одна из бригад была передислоцирована в Гвардейское (Днепропетровская область).
С 2004 по 2006 год в Болграде дислоцировалась 16-я механизированная бригада ВСУ. После её расформирования часть территории и зданий бригады были переданы пограничной службе Украины, в которых теперь функционирует отдел пограничной службы «Болград», обслуживающий участок границы, протяженностью около 90 км. и 4 международных пункта пропуска.

## Население и этноязыковой состав
| 1897   | 1959   | 1970   | 1979   | 1989   | 2001   | 2016   |
| ------ | ------ | ------ | ------ | ------ | ------ | ------ |
| 12 300 | 14 053 | 17 345 | 17 152 | 18 093 | 17 353 | 15 423 |

По данным переписи 2001 года болгары составляли 45,50 % населения города, украинцы — 22,58 %, русские — 22,51 %, гагаузы — 3,34 %, молдаване — 2,48 %.

### Языковой состав
Родной язык населения по данным переписи 2001 года:
| Язык       | Численность, чел. | Доля     |
| ---------- | ----------------- | -------- |
| Украинский | 2 377             | 13,92 %  |
| Русский    | 8 319             | 48,70 %  |
| Болгарский | 5 577             | 32,65 %  |
| Гагаузский | 341               | 2,00 %   |
| Молдавский | 191               | 1,12 %   |
| Другое     | 277               | 1,61 %   |
| Итого      | 17 082            | 100,00 % |

Украинский язык является единственным официальным и основным языком города.
Вторжение России на Украину спровоцировало новую волну украинизации в городе, всё больше людей предпочитают говорить на украинском языке.
По данным Государственной службы статистики Украины в 2023/24 учебном году из 262 998 учащихся в учреждениях общего среднего образования в Одесской области 261 228 (99,33 %) обучались в украиноязычных классах, 1 335 (0,51 %) — в молдавоязычных, 400 (0,15 %) — в румыноязычных, 35 (0,01 %) — в болгароязычных. В украиноязычных классах учились все ученики в городской местности.

## Достопримечательности

### Парк имени Пушкина

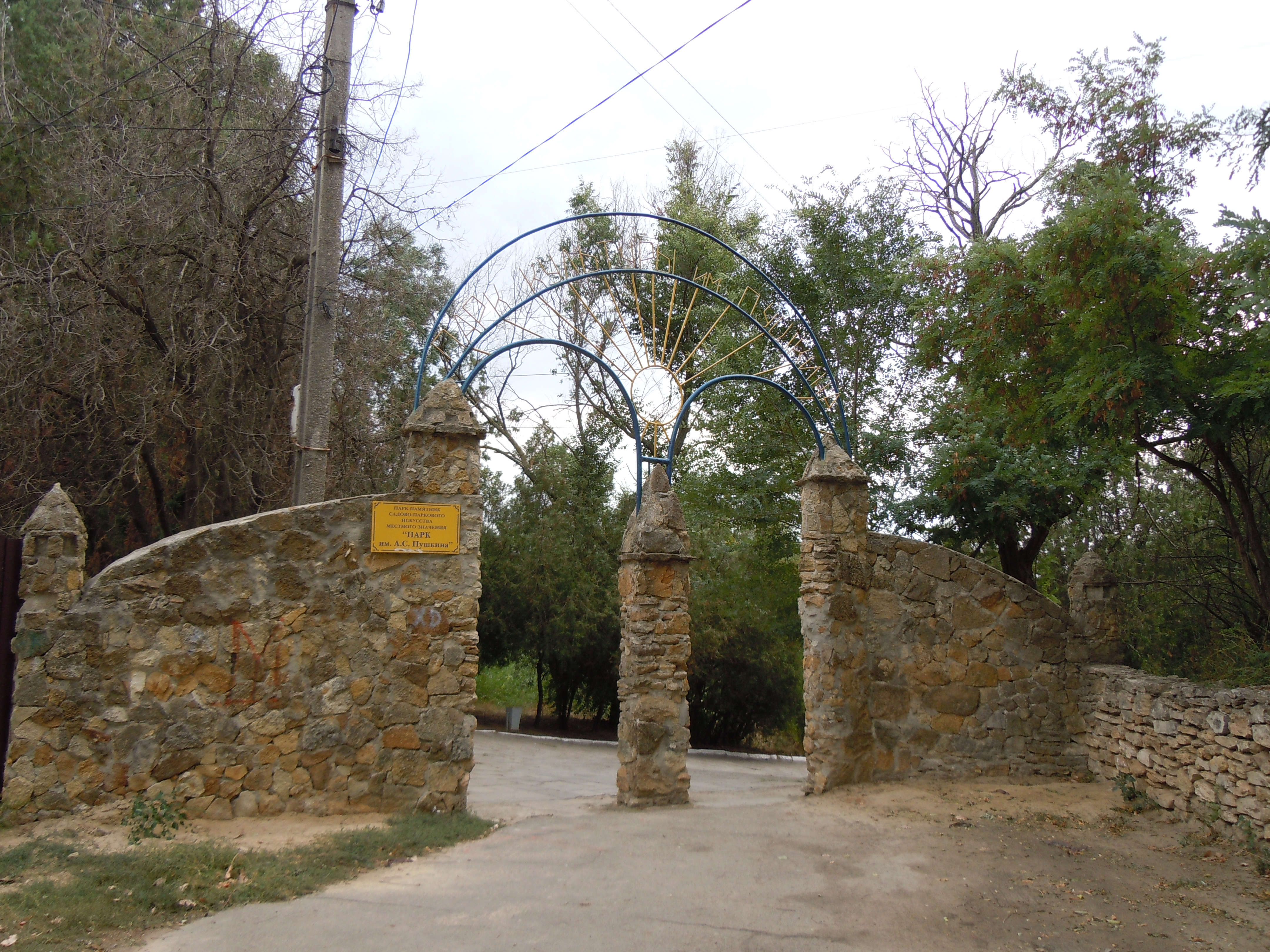
Парк имени Пушкина

Парк имени Пушкина — памятники садово-паркового искусства местного значения в Украине общей площадью 19,1 га. Статус получен в 1972 году.
Парк-сад был разбит в балке на берегу озера при планировании города. По легенде Иван Инзов разрешает опальному поэту Александру Пушкину, находящемуся в ссылке, посетить Болград. Этот визит нашёл своё отражение в строках:
В степях зеленых Буджака

Где Прут, зелёная река

При бедном устье ручейка

Стоит безвестное селенье.

Семействами болгары тут

В беспечной дикости живут,

Храня родительские нравы…

По той же легенде Пушкин собственноручно посадил дерево в городском саду, и этот дуб, который в диаметре превышает два метра, растёт и по сей день.
В память о пребывании поэта городской парк был назван в его честь.

### Кафедральный собор Святого Преображения

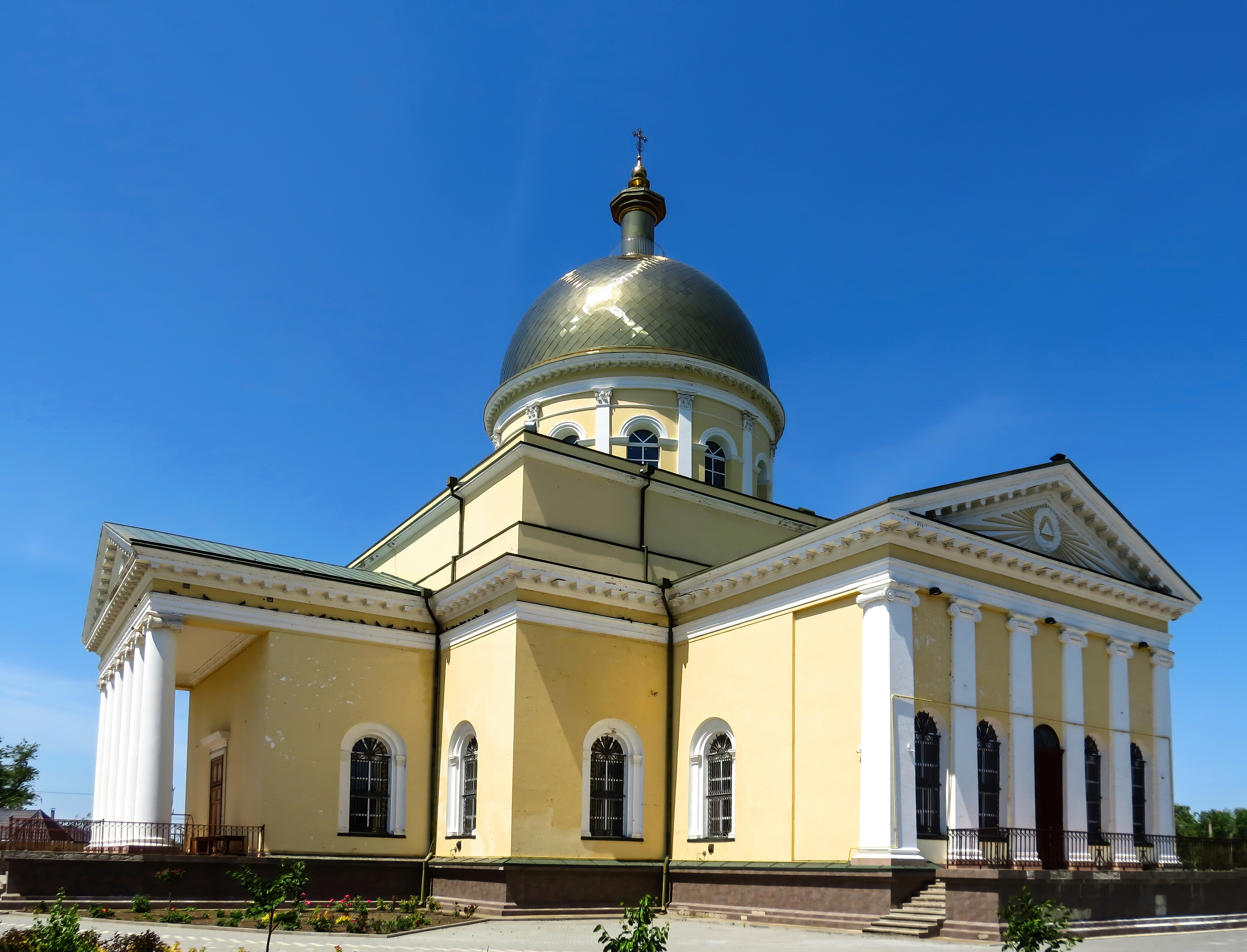
Спасо-Преображенский собор

Строительство кафедрального собора в Болграде длилось почти 5 лет, с 1833 по 1838 годы, и обошлось болгарским переселенцам в 750 тыс. рублей ассигнациями. Император Николай I подарил собору 12 колоколов разного звучания и главный колокол на храмовую колокольню. Сооружение является памятником архитектуры XIX века.
Крестообразный план, архитектурная ясность, простота и целостность объёмной конструкции, сдержанность декоративного убранства, тонкое чувство пропорций свидетельствуют о том, что его архитектор, Авраам Мельников (1784—1854) имел большой талант. С 1831 года он работал ректором Императорской Академии художеств.
Построен храм из местного строительного материала — ракушечника. Сооружение выдержано в стиле зрелого классицизма. Высота купола, оформленого коринфскими пилястрами, составляет 50 м. Переход от купола к подножию колонны окаймлённый лёгкой металлической балюстрадой, аналогичные балюстраде идущей вдоль цоколя на портиках. Силуэт купола — чуть вытянутая вверх полусфера, которую по контрасту дополняют малые купола квадратной формы на колокольнях. Вся прелесть этого сооружения — в выразительности и гармонии архитектурных масс: колонны портиков, арочные окна, загорожены ажурными металлическими решётками, классической карниз. Росписи в интерьере выполнены в 1912—1914 годах художником Павлом Пискарёвым по эскизам Васнецова.

### Церковь Святого Митрофана

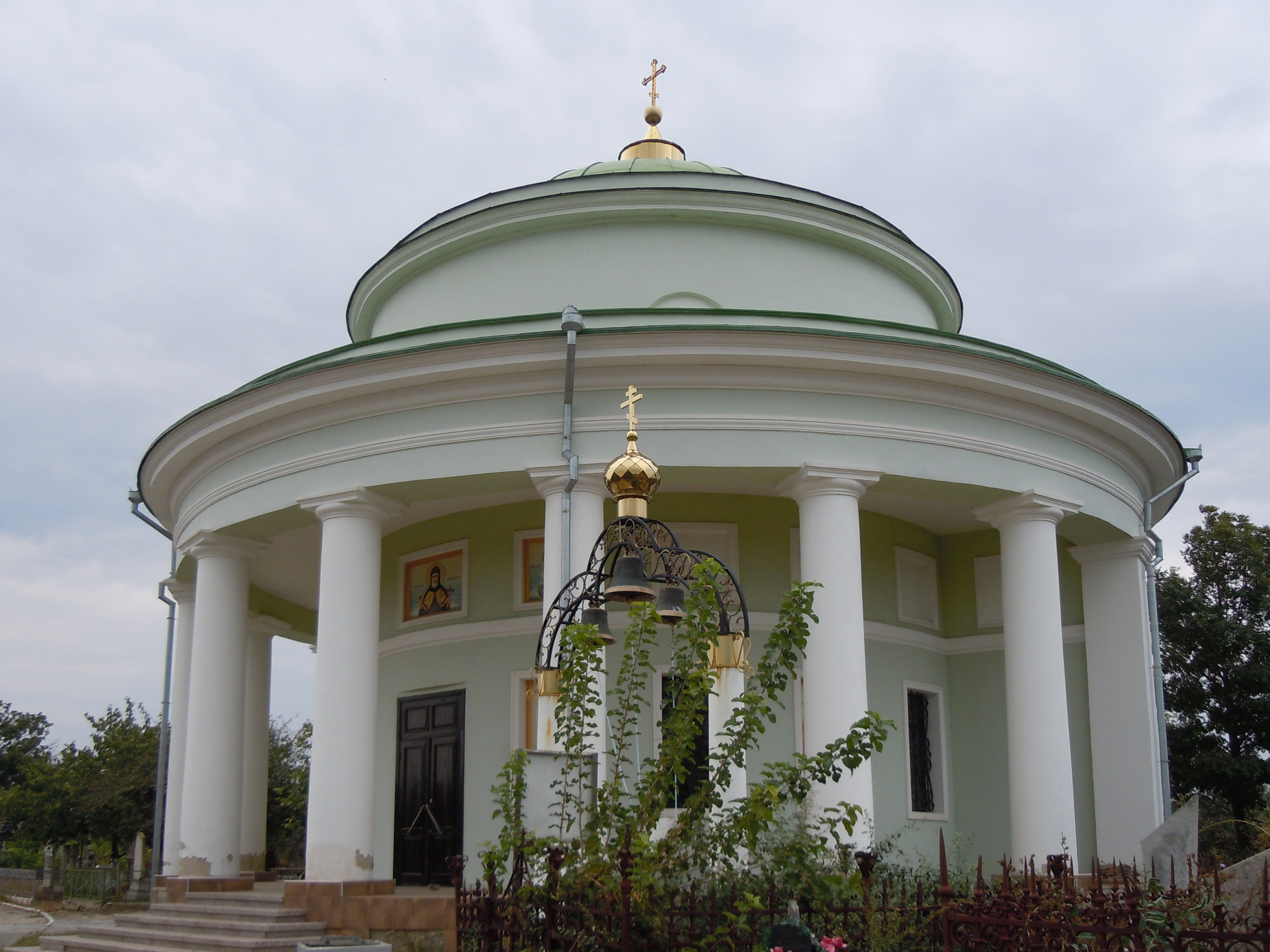
Мавзолей Инзова

На окраине города расположен Мавзолей Инзова — кладбищенская церковь-ротонда 1844 года, превращённая в 1846 в место захоронения генерала И. Н. Инзова. Мавзолей Инзова также изображён на городском гербе Болграда. На улице Инзовская расположен памятник И. Н. Инзову, основателю и покровителю города, установленный благодарными жителями. На центральной площади находится Памятник неизвестному солдату.
С именем генерала Ивана Инзова связан Памятный знак в его честь, открытый в 2010 году к 165-летию со дня смерти основателя Болграда, героя Отечественной войны 1812 года, попечителя переселенцев южного края Российской империи. Первый памятник Инзову в Болграде был создан на народные деньги в 1911 году, но при румынских властях он был демонтирован и вывезен в Румынию. Современный памятный знак представляет собой круглый обелиск с рельефным портретом Инзова.

### Свято-Николаевская церковь

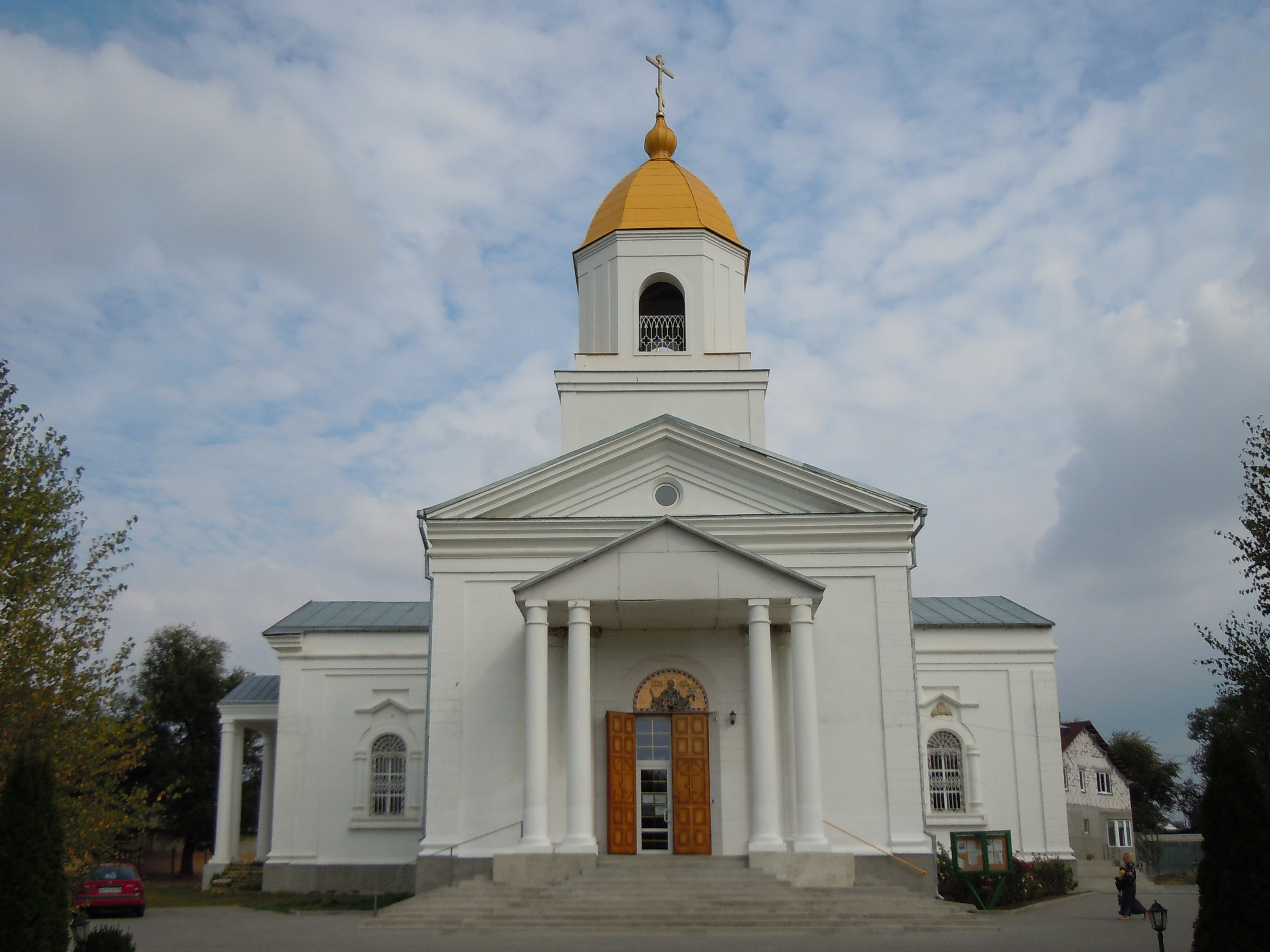
Свято-Николаевская церковь

Свято-Николаевская церковь, сооружённая из камня-ракушечника на рыночной площади в 1881 году в формах развитого классицизма, является памятником архитектуры национального значения. Закладка церкви состоялась в 1871 году, строительство велось на средства прихожан и продолжалось до 1878 года. Служба в церкви началась после её освящения 24 мая 1881. Действовала до 1953 года, после чего была закрыта, а здание передано Горторгу под склад. В 1990-е возвращена Украинской православной церкви (МП). За время своего существования здание перенесло несколько сильных землетрясений, которые вкупе с отсутствием своевременных ремонтов привели его в аварийное состояние. С 2000-х годов ведутся восстановительные работы.

### Другие достопримечательности
- Фонтан «Три грации» был открыт в центральном сквере в августе 2009 года.[25]

- Мемориал «Боевое братство» — памятник десантникам в память о расположении в городе дивизии аэромобильных войск, открыт в центре Болграда 3 августа 2010 года.[26].

- Памятник болгарским ополченцам, которые погибли в битвах русско-турецкой войны 1877—1878 годов выполнен в классическом стиле. Автор — главный архитектор Одессы Николай Базан.

## Болградская гимназия

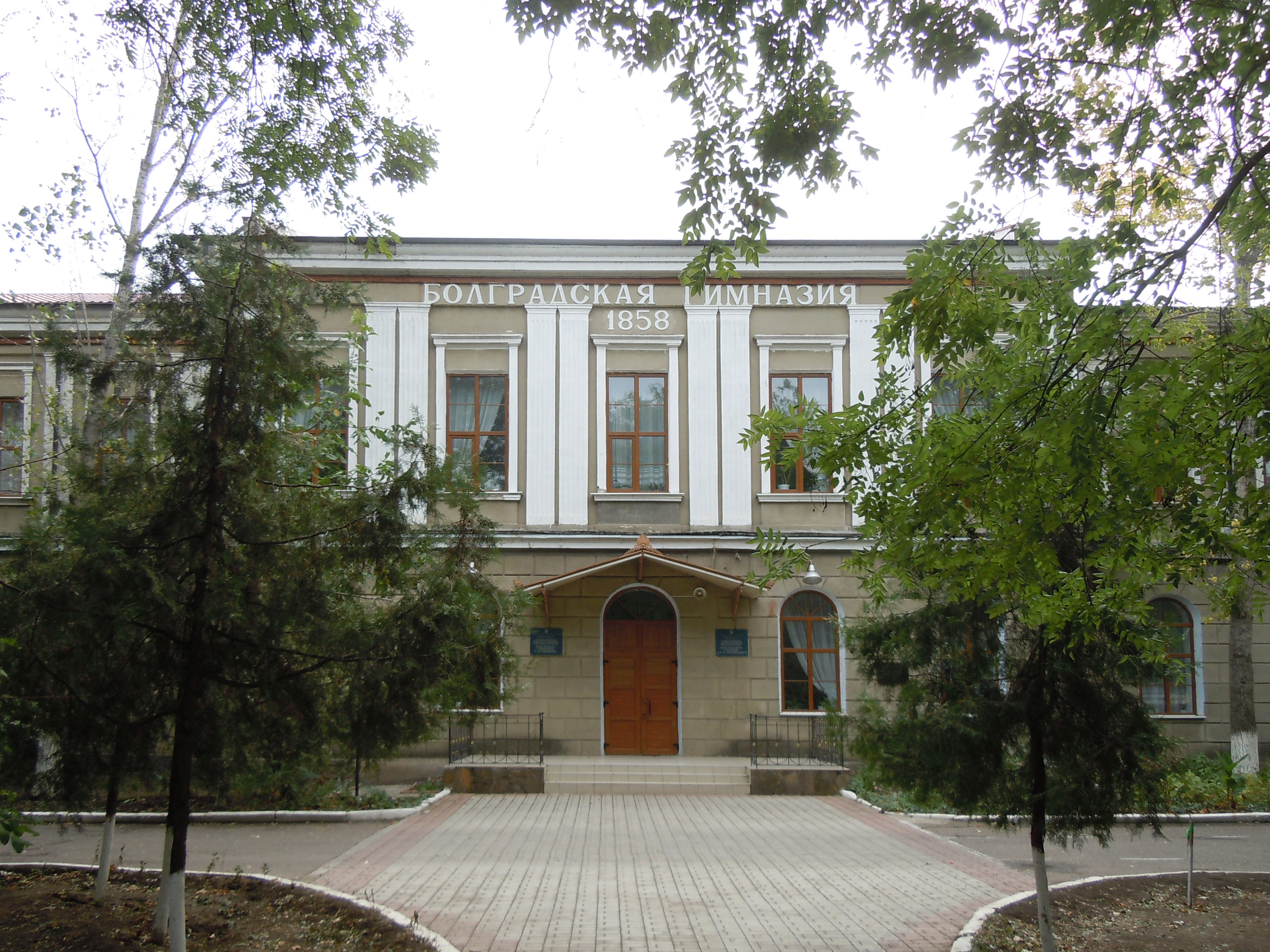
Болградская гимназия

Болградская школа № 1 была открыта в 1859 году.

## Bolgrad Wine Fest

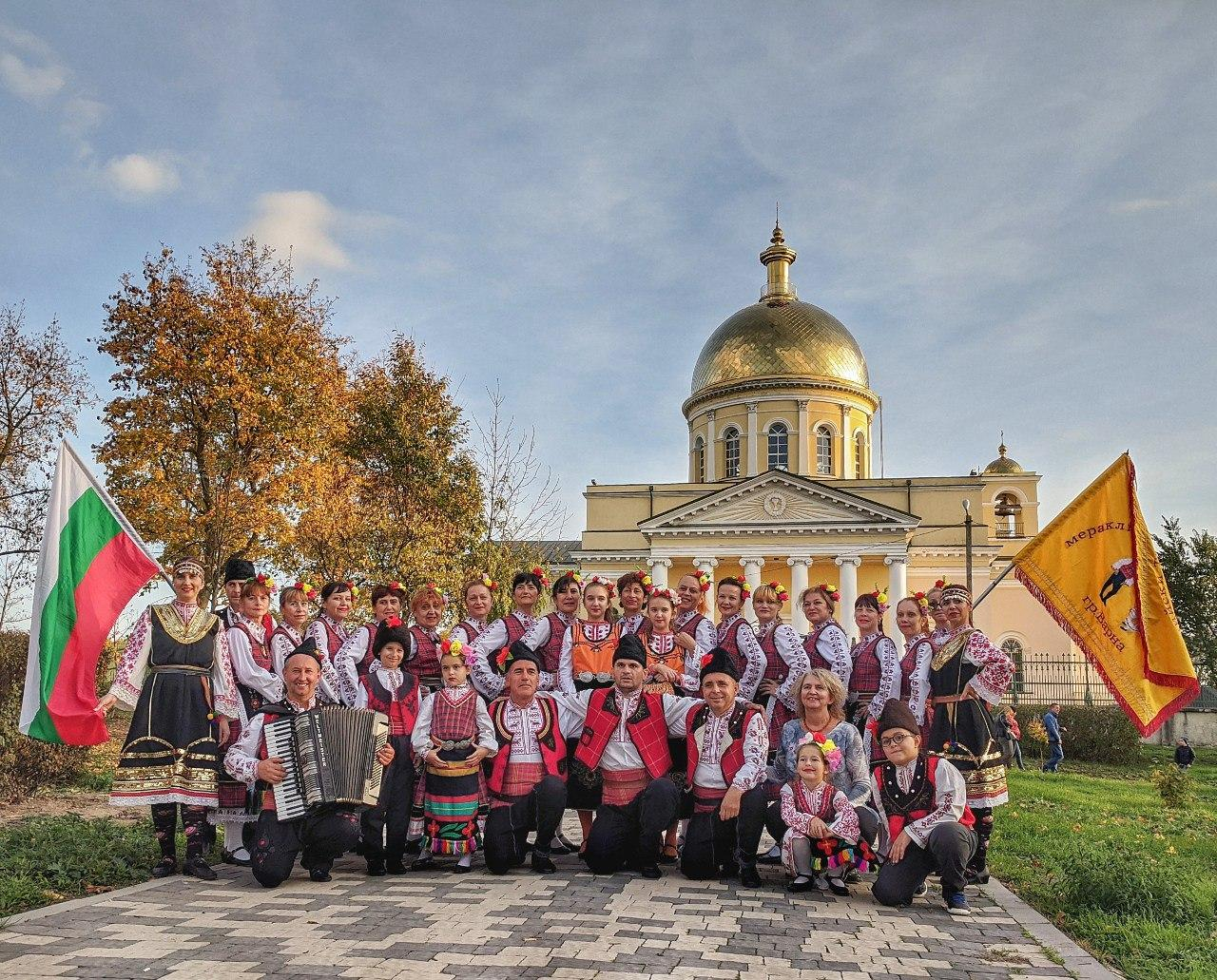
Bolgrad Wine Fest

Ежегодно, начиная с 2010 года, в ноябре на центральной площади Болграда проходит винный фестиваль Bolgrad Wine Fest, который является демонстрацией богатых традиций виноделия Бессарабии и самобытной культуры края. Одна из целей его основания было привлечение внимания туристов к винодельческой отрасли региона в целом.
В конкурсной программе фестиваля соревнуются молодые вина домашнего производства, представленные украинскими и зарубежными производителями. В номинации «Вина (домашние)» выбирают лучшие красное, розовое и белое вино. Вина прошлых лет оцениваются по сортам — лучше каберне, алиготе, пр. В программе также конкурс винных закусок — лучшая каварма, брынза, лучшая милина. Широко представлены многочисленные закуски из национальных блюд болгарской, молдавской и украинской кухни. Также проходят конкурсные соревнования по презентации продукта, конкурс рассказов, историй, анекдотов о вине и виноделии, сувениров. Отдельно проводится конкурс «Королева винного фестиваля».
Фестиваль «Bolgrad Wine Fest» входит в маршрут «Дороги вина и вкуса Украинской Бессарабии».

## Известные уроженцы
- Порошенко, Пётр Алексеевич (род. 1965) — 5-й президент Украины (2014 — 2019).

## Города-побратимы
- Комрат, Молдавия — 13 сентября 2014 года[32].
- Каспичан, Болгария — 20 сентября 2014 года[32].